# Луїс Мансо Руїс
Луїс Мансо Руїс (ісп. Luis Manso Ruiz) — баскський підприємець, президент клубу «Депортіво Алавес» із міста Віторія-Гастейс. В 1944—1946 роках 8-й, за ліком, президент головного футбольного клубу Алави.

## Життєпис
Луїс Мансо Руїс був із сім'ї впливової баскської знаті, бо лише таким родинам доручалося кермування спортивними тогочасними клубами басків. Його предки керували громадою міста, відтак і Луїса обирали в різні громадські асоціації. Коли в місті постав спортивний клуб Руїзи стали його акціонерами-партнерами, і так триває покоління за поколінням.
Луїс Мансо Руїс продовжував родинні фінансові справи і був активним партнером клубу, а поготів його обрали в 1936 році очільником футболу міста, президентом «Депортиво Алавес». Прийшовши до команди в найтяжчі роки країни, часи Громадянської війни, йому вдалося зберегти кістяк колективу і, організовуючи товариські матчі, надавати ігрову практику гравцям. Щодо якихось значних іспанських турнірів, то Громадянська війна перекреслила всі плани футболістів та вболівальників, довелося футболіста обмежитися лише випадковими товариськими матчами із командами сусідніх міст. Та ще й частина футболістів та сосіос клубу були рекрутовані до військових формацій. Такі урізані і турніри-матчі тривали допоки військова кампанія не наблизилася до Алави. Зрештою, звання кращої команди регіональних ліг/турнірів Гіпускоа, Алава та Наварри часів війни є головна заслуга Луїса Руїза, як організатора і очільника сосіос клубу. 
По війні, завдяки залученню інвестицій, здебільшого від збільшення кількості сосіос (яких стало біля 1500 осіб), удалося приманити кілька нових і перспективних гравців, які допомогли команді розпочати в 1939-1940 роках і провести кілька повноцінних сезонів 1941—1942, 1942-1943 років в Сегунді Іспанії. Але з наступного сезону почалися маштабні реорганізації в іспанському футболі і алавесці опинилися в третій лізі іспанського футболу і застрягли там на тривалий час, відтак Руїс передав бразди правління іншій знатній сім'ї Фернандо де Верастегї.